# Cyprinocirrhites
Cyprinocirrhites is een monotypisch geslacht van straalvinnige vissen uit de familie van koraalklimmers (Cirrhitidae). Het geslacht is voor het eerst wetenschappelijk beschreven in 1918 door Tanaka.

## Soort
- Cyprinocirrhites polyactis (Bleeker, 1874)